# Liste der Monuments historiques in Ardillières
Die Liste der Monuments historiques in Ardillières führt die Monuments historiques in der französischen Gemeinde Ardillières auf.

## Liste der Bauwerke
| Bezeichnung                   | Beschreibung | Standort | Kennzeichnung | Schutzstatus | Datum | Bild           |
| ----------------------------- | ------------ | -------- | ------------- | ------------ | ----- | -------------- |
| Dolmen de la Pierre Fouquerée |              | (Lage)   | PA00104597    | Classé       | 1889  | weitere Bilder |
| Dolmen La Pierre Levée        |              | (Lage)   | PA00104598    | Classé       | 1889  | weitere Bilder |

## Liste der Objekte

### Kirche St-Pierre
| Bezeichnung                                       | Beschreibung                     | Standort | Kennzeichnung | Schutzstatus | Datum | Bild |
| ------------------------------------------------- | -------------------------------- | -------- | ------------- | ------------ | ----- | ---- |
| Gemälde Le Christ et la femme adultère mit Rahmen | vor 1866                         | (Lage)   | PM17002590    | Inscrit      | 2015  |      |
| Altar und Tabernakel                              | Holz, vergoldet, 18. Jahrhundert | (Lage)   | PM17001091    | Inscrit      | 1979  |      |
| Grabplatte für Louis de Béthune                   | Stein, 1794                      | (Lage)   | PM17001412    | Inscrit      | 1984  |      |
| Glocke                                            | Bronze, 1635 gegossen            | (Lage)   | PM17000013    | Classé       | 1938  |      |
| Türsturz des nördlichen Eingangs                  | Stein, 1506; von der Mühle       | (Lage)   | PM17000014    | Classé       | 1980  |      |